# Крипота
«Крипота» (англ. Cryptid) — шведский телесериал в жанре ужасы режиссёра Давида Беррона.

## Сюжет
После смерти матери, которая произошла несколько лет назад, Никлас и его сестра Лиса так и не смогли оправиться от трагедии. Лиса сбежала от проблем в поисках новой жизни, а Никлас остался вместе со скорбящим отцом. Однако когда в один и тот же день ужасным и непостижимым образом погибает его одноклассник и возвращается сестра, хрупкая психика Никласа не выдерживает. Школьников города начинает постепенно охватывать ужас, а главный герой сталкивается с юношеской драмой, душевной болезнью и подозрениями в убийстве. У Лисы же начинаются странные видения, связанные с погибшей матерью и кровавыми оккультными обрядами. По мере того как Лиса погружается в тайны смерти матери, в мир живых выходит древнее зло, чтобы вдоволь насладиться пиршеством хаоса и страданий.

## В ролях
| Актёр                  | Роль   |
| ---------------------- | ------ |
| Юлиус Фляйшандерль     | Никлас |
| Астрид Морберг         | Лиса   |
| Майя Йоханна Энгландер | Эстер  |
| Беата Борелиус         | Тува   |
| Йохан Хеденберг        | Аксель |
| Ангелина Хокансон      | Петра  |

## Производство

### Съёмки
Съёмки проходили в городе Турку и близ него, Финляндия.